# Gió mùa Đông Á
Gió mùa Đông Á là một luồng gió mùa mang không khí ẩm từ Ấn Độ Dương và Thái Bình Dương đến Đông Á. Nó ảnh hưởng đến khoảng một phần ba dân số toàn cầu, ảnh hưởng đến khí hậu của Nhật Bản (bao gồm Okinawa), Triều Tiên, Đài Loan, Hồng Kông, Ma Cao và phần lớn Trung Quốc đại lục. Nó được thúc đẩy bởi sự khác biệt nhiệt độ giữa lục địa Đông Á và Thái Bình Dương. Gió mùa Đông Á được chia thành gió mùa hè ấm áp và ẩm ướt và gió mùa đông lạnh và khô. Gió mùa đông lạnh và khô màu chịu trách nhiệm cho lắng đọng bụi bởi trầm tích gió và sự ấu sinh dẫn đến việc tạo ra các cao nguyên hoàng thổ. Gió mùa ảnh hưởng đến các kiểu thời tiết ở phía bắc như Siberia, gây ra mùa hè ẩm ướt tương phản với mùa đông lạnh và khô do Cao nguyên Siberia, làm đối trọng với ảnh hưởng của gió mùa đối với các vĩ độ phía bắc.
Trong hầu hết các năm, dòng chảy gió mùa thay đổi theo một mô hình rất dễ đoán, với những cơn gió đông nam vào cuối tháng 6, mang lại lượng mưa đáng kể cho Bán đảo Triều Tiên và Nhật Bản (ở Okinawa, dòng chảy này bắt đầu vào tháng 5). Điều này dẫn đến một lượng mưa đáng kể vào tháng Bảy và tháng Tám. Tuy nhiên, mô hình này đôi khi sai, dẫn đến hạn hán và mất mùa. Vào mùa đông, gió có hướng đông bắc và các dải mưa gió mùa di chuyển về phía nam, và mưa lớn xảy ra ở phía nam Trung Quốc và Đài Loan.
Gió mùa Đông Á được biết đến với các tên gọi như Jangma (장마) tại Hàn Quốc. Ở Nhật Bản, ranh giới gió mùa được gọi là tsuyu (梅雨) vì nó tiến lên phía bắc trong mùa xuân, trong khi nó đang được gọi là Shurin khi ranh giới rút lui trở về phía nam trong những tháng mùa thu. Ở Nhật Bản và Hàn Quốc, ranh giới gió mùa thường có dạng một frông tĩnh tách khối không khí lạnh kết hợp với các Okhotsk cao ở phía bắc từ khối không khí nóng, ẩm kết hợp với các sườn núi cận nhiệt đới ở phía nam. Sau khi ranh giới gió mùa đi qua phía bắc của một địa điểm nhất định, không có gì lạ khi nhiệt độ ban ngày vượt quá 32 °C (90 °F) với điểm sương là 24 °C (75 °F) hoặc cao hơn.